# Randy Couture
Randy Couture (født 22 . juni i 1963 i Everett i Washington i USA) er en amerikansk græsk-romersk bryder, bryder, MMA-udøver, MMA-træner og skuespiller.
Han er en af 6 udøvere (den anden er BJ Pen, Conor McGregor, Georges St-Pierre, Daniel Cormier og Amanda Nunes) som har haft mesterskabtitler i to forskellige vægtklasser, sværvægt og let letsværvægt, i MMA-organisationen Ultimate Fighting Championship. Han har sammenlagt kæmpet 16 titelkampe og har ved siden af sin egen karriere også været holdleder i det amerikanske reality-program The Ultimate Fighter, som giver unge kæmpere chancen for at vinde en kontrakt hos UFC.
Han har udover dette trænet en del MMA-kæmpere, heriblandt danske Martin Kampmann og Mark O. Madsen i sin træningsklub Xtreme Couture Mixed Martial Arts i Las Vegas.
Han er i tillæg medlem af UFCs Hall of Fame, og har medvirket i flere spilfilm, bl.a. The Scorpion King 2, Redbelt, samt The Expendables, The Expendables 2 og The Expendables 3 instrueret af Sylvester Stallone. Han har ligeledes medvriket i filmene Relentless og Big Stan.
Han medvirkede i computerspillet Command & Conquer: Red Alert 3 fra 2008 som kommandøren Warren Fuller.